# Рогатая древесная гадюка
Рогатая древесная гадюка (лат. Atheris ceratophora) — вид ядовитых змей из семейства Гадюковых. Особенностью этой змеи являются рожки над глазами, которые отличают её от всех остальных древесных гадюк Африки. Обитает в горных хребтах Танзании, являясь эндемиком этой страны.

## Внешний вид

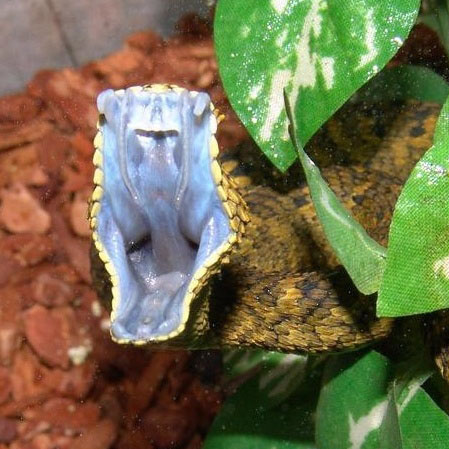

Общая длина гадюки в среднем составляет 40—50 см. Максимально известная длина 55 см. Треугольная голова покрыта килеватыми чешуйками. Над глазами 2—3 удлинённых чешуйки образуют скопления, напоминающие рога. Хвост цепкий.
Окраска тела может сильно варьироваться от однотонно жёлтого и оливкового до коричневого или чёрного. На основном фоне тела может проходить более тёмный зигзагообразный рисунок.

## Распространение
Ареал сильно фрагментирован. Известна только в горах Восточного рифта, где встречается лесах горных массивов Усамбара, Удзунгва, Улугуру и Нгуру на высоте 700—2000 метров над уровнем моря.

## Образ жизни
Древесный вид, ведущий ночной или сумеречный образ жизни. Питается лягушками рода тростнянки, но может также поедать мелких млекопитающих и ящериц.
Рогатые древесные гадюки живородящие. Данные о количестве особей в помёте отсутствуют. Детёныши длиной 12—16 см, чёрные, с ярко жёлтым кончиком хвоста, используемым в качестве приманки для ловли питающихся насекомыми животных. Змеи приобретают взрослый окрас лишь после третьей линьки. Тогда же у них начинают быть заметными рожки.

## Яд
Укусы могут вызывать сильную боль и тяжёлый некроз. Яд содержит прокоагулянты и, возможно, геморрагины.

## Охрана
Международным союзом охраны природы рогатой древесной гадюке был присвоен статус уязвимого вида ввиду её ограниченного распространения (известна лишь из восьми местонахождений) и сокращения пригодных мест обитания. Большая часть ареала вида расположена в пределах охраняемых территорий.